# Station Liancourt-Saint-Pierre
Station Liancourt-Saint-Pierre is een spoorwegstation aan de spoorlijn Saint-Denis - Dieppe. Het ligt in de Franse gemeente Liancourt-Saint-Pierre in het departement Oise (Hauts-de-France).

## Ligging
Het station ligt op kilometerpunt 54,834 van de spoorlijn Saint-Denis - Dieppe.

## Diensten
Het station wordt aangedaan door treinen van Transilien lijn J tussen Paris Saint-Lazare en Gisors-Embranchement.

## Vorig en volgend station
| Richting             | Vorig station     | Lijn    | Volgend station | Richting           |
| -------------------- | ----------------- | ------- | --------------- | ------------------ |
| Gisors-Embranchement | Chaumont-en-Vexin | Trans J | Lavilletertre   | Paris Saint-Lazare |